# Colinéarité
 (signalé en juin 2025).
Si vous disposez d'ouvrages ou d'articles de référence ou si vous connaissez des sites web de qualité traitant du thème abordé ici, merci de compléter l'article en donnant les références utiles à sa vérifiabilité et en les liant à la section « Notes et références ».
- Archive Wikiwix
- Bing
- Cairn
- DuckDuckGo
- E. Universalis
- Gallica
- Google
- G. Books
- G. News
- G. Scholar
- Persée
- Qwant
- (zh) Baidu
- (ru) Yandex
- (wd) trouver des œuvres sur Wikidata

Vecteurs colinéaires dans un système de coordonnées cartésiennes.

En algèbre linéaire, deux vecteurs {\displaystyle {\vec {u}}} et {\displaystyle {\vec {v}}} d'un espace vectoriel {\displaystyle {\mathsf {E}}} sont colinéaires s'il existe un scalaire {\displaystyle k} tel que {\displaystyle {\vec {u}}=k{\vec {v}}} ou {\displaystyle {\vec {v}}=k{\vec {u}}}. Deux vecteurs quelconques d'une droite vectorielle sont colinéaires. Quand elle porte sur un couple de vecteurs, la colinéarité est le contraire de l'indépendance linéaire : deux vecteurs {\displaystyle {\vec {u}}} et {\displaystyle {\vec {v}}} sont colinéaires si le couple  {\displaystyle (u,v)} est non-libre.
Étymologiquement, colinéaire signifie sur une même ligne : en géométrie classique, deux vecteurs sont colinéaires si on peut en trouver deux représentants situés sur une même droite.
La colinéarité est un outil important en géométrie dans l'enseignement secondaire : un couple de points  {\displaystyle (A,B)} du plan ou de l'espace définit un vecteur géométrique {\displaystyle {\overrightarrow {AB}}} ; si {\displaystyle A} et {\displaystyle B} (resp {\displaystyle A'} et {\displaystyle B'}) sont des points non confondus, les vecteurs {\displaystyle {\overrightarrow {AB}}} et {\displaystyle {\overrightarrow {A'B'}}} sont colinéaires si et seulement si les droites {\displaystyle (AB)} et {\displaystyle (A'B')} sont parallèles. Cette équivalence explique l'importance que prend la colinéarité en géométrie affine.

## Exemples
En toute dimension, si {\displaystyle {\vec {u}}} est le vecteur nul, alors {\displaystyle {\vec {u}}} et {\displaystyle {\vec {v}}} sont colinéaires pour tout {\displaystyle {\vec {v}}} dans {\displaystyle {\mathsf {E}}}, car {\displaystyle {\vec {u}}=0{\vec {v}}}.
Si {\displaystyle {\vec {u}}} est un vecteur non nul de {\displaystyle {\mathsf {E}}}, l'ensemble des vecteurs colinéaires à {\displaystyle {\vec {u}}} est la droite {\displaystyle k{\vec {u}}}.
Dans un espace vectoriel sur le corps F2, deux vecteurs non nuls sont colinéaires si et seulement s'ils sont égaux.

## Géométrie affine
En géométrie affine, deux vecteurs sont colinéaires si et seulement s'il existe deux représentants de ces vecteurs situés sur une même droite c.-à-d., il existe trois points {\displaystyle A}, {\displaystyle B}, et {\displaystyle C} alignés tels que : 
{\displaystyle {\overrightarrow {AB}}={\vec {u}}} et {\displaystyle {\overrightarrow {AC}}={\vec {v}}}
La colinéarité est une notion importante en géométrie affine car elle permet de caractériser
- L'alignement : les points {\displaystyle A}, {\displaystyle B}, et {\displaystyle C} sont alignés si et seulement si les vecteurs {\displaystyle {\overrightarrow {AB}}} et {\displaystyle {\overrightarrow {AC}}} sont colinéaires.
- Le parallélisme de deux droites : les droites {\displaystyle (AB)} et {\displaystyle (CD)} sont parallèles ou confondues si et seulement si les vecteurs {\displaystyle {\overrightarrow {AB}}} et {\displaystyle {\overrightarrow {CD}}} sont colinéaires.

## Relation d'équivalence
Sur l'ensemble des vecteurs non nuls, la relation de colinéarité est 
- réflexive : un vecteur est colinéaire à lui-même
- symétrique : Si un vecteur {\displaystyle {\vec {u}}} est colinéaire à un vecteur {\displaystyle {\vec {v}}} alors {\displaystyle {\vec {v}}} est colinéaire à {\displaystyle {\vec {u}}}
- transitive⁣ : Si un vecteur {\displaystyle {\vec {u}}} est colinéaire à {\displaystyle {\vec {v}}} et si {\displaystyle {\vec {v}}} est colinéaire à {\displaystyle {\vec {w}}} alors {\displaystyle {\vec {u}}} est colinéaire à {\displaystyle {\vec {w}}}

Ce qui permet de dire que (sur l'ensemble des vecteurs non nuls) la relation de colinéarité est une relation d'équivalence dont les classes d'équivalence forment l'espace projectif associé à l'espace vectoriel.

## Calcul en coordonnées
Soient deux vecteurs {\displaystyle {\vec {u}}} et {\displaystyle {\vec {v}}} dans le plan {\displaystyle \mathbb {R} ^{2}}, dont les coordonnées sont {\displaystyle {\vec {u}}=(u_{1},u_{2})} et {\displaystyle {\vec {v}}=(v_{1},v_{2})}. S'ils sont tous deux non-nuls, la colinéarité des deux vecteurs {\displaystyle {\vec {u}}} et {\displaystyle {\vec {v}}} se traduit par une relation de proportionnalité entre les couples {\displaystyle (u_{1},u_{2})} et {\displaystyle (v_{1},v_{2})}. La règle du produit en croix implique : {\displaystyle {\vec {u}}} et {\displaystyle {\vec {v}}} sont colinéaires si et seulement si {\displaystyle u_{1}v_{2}=u_{2}v_{1}}. 
Cette équivalence peut se généraliser à la dimension supérieure. Soient {\displaystyle \mathbf {u} } et {\displaystyle \mathbf {v} } deux vecteurs, dont les coordonnées dans une base fixée sont
{\displaystyle \mathbf {u} =(u_{1},\dots ,u_{n})}
{\displaystyle \mathbf {v} =(v_{1},\dots ,v_{n}).}
Alors {\displaystyle \mathbf {u} } et {\displaystyle \mathbf {v} } sont colinéaires si et seulement si {\displaystyle u_{i}v_{j}=u_{j}v_{i}} pour tout indice {\displaystyle i} et tout indice {\displaystyle j>i}.
En dimension trois, deux vecteurs sont colinéaires si et seulement si leur produit vectoriel est nul.

## Enphylogénie
En biologie, on parle de colinéarité lors de l'étude du génome d'organisme et d'établissement d'arbres phylogénétiques. La notion de colinéarité correspond en quelque sorte à la synténie, c'est-à-dire au maintien de l'ordre des gènes entre deux génomes.